# Весняні голоси (фільм)
«Весня́ні голоси́» (рос. «Весенник голоса») — російський радянський фільм-кіноконцерт 1955 року. Перша робота Ельдара Рязанова як кінорежисера (спільно з Сергієм Гуровим).

## Сюжет
Москва, V Всесоюзний огляд художньої самодіяльності трудових резервів республік СРСР. Студенти ремісничого училища Іван, Ніна і Василь представляють гостям свій винахід — незвичайний «телевізор», на екрані якого транслюються різні виступи творчих колективів. Фільм закінчується балом молоді в Георгіївському залі Кремля.

## Цікаві факти
- Фільм був знятий у двох варіантах: під назвою «Весняні голоси» (ТБ, прем'єра — 2 серпня 1955) і «Щаслива юність» (широкий екран, прем'єра — 24 жовтня 1955)[1]
- У стрічці використано музику Ференца Ліста.

## У ролях
- Володимир Сальников — Іван Панечкін[2]
- Надія Румянцева — Ніна Румянцева.[2]
- Тигран Давидов — Василь.[2]
- Георгій Куликов — продавець.[2]
- Олександр Зусман — фокусник.[2]
- Євгенія Мірошниченко — епізод.[2]